# NGC 1961
NGC 1961 (другие обозначения — IC 2133, IRAS05365+6921, UGC 3334, ZWG 329.8, MCG 12-6-7, ARP 184, PGC 17625) — галактика в созвездии Жираф.
Этот объект входит в число перечисленных в оригинальной редакции «Нового общего каталога».
В галактике вспыхнула сверхновая SN 2001is типа Ib, её пиковая видимая звездная величина составила 17,6.
В галактике вспыхнула сверхновая SN 2013cc типа II, её пиковая видимая звездная величина составила 17,0.
В галактике вспыхнула сверхновая SN 1998eb типа Ia, её пиковая видимая звездная величина составила 17,8.
Галактика NGC 1961 входит в состав группы галактик NGC 1961. Помимо NGC 1961 в группу также входят UGC 3319, UGC 3342, UGC 3379, CGCG 329-010, MGC 12-6-13 и UGC 3349.